# Alegeri generale în Argentina, 1951
Alegerile generale au avut loc în Argentina pe 11 noiembrie 1951. Alegătorii și-au ales atât președintele, cât și legislatorii. Aceasta a fost prima alegere la nivel național în care femeile din Argentina au avut drept de vot, iar prezența la vot a fost de aproximativ 88%.

## Context
Președintele Juan Perón (1895–1974) fusese ales pentru prima dată în iunie 1946. Popularitatea sa era ridicată datorită reformelor sociale și proiectelor ample de lucrări publice realizate în timpul mandatului său, dar în 1951 se confrunta cu o opoziție crescândă. Decizia de a expropria cotidianul conservator La Prensa⁠(d) (pe atunci al doilea cel mai citit ziar al țării), deși sprijinită de sindicatul muncitorilor CGT, a afectat imaginea lui Perón în anumite regiuni din țară și i-a afectat reputația internațională. De asemenea, climatul de libertate politică era limitat: candidatul opoziției din partea Uniunii Civice Radicale (UCR), congresmanul Ricardo Balbín⁠(d), fusese deținut politic în mare parte din anul anterior. 
Din punct de vedere economic, anul 1951 a adus o redresare față de recesiunea din 1949–1950 și finalizarea unor proiecte publice importante, inclusiv inaugurarea Canalului 13 (Televiziune Publică), primul post de televiziune cu emisie regulată din America Latină. Totuși, inflația în creștere, care a atins un nivel record de 50%, a dus la intensificarea grevelor.

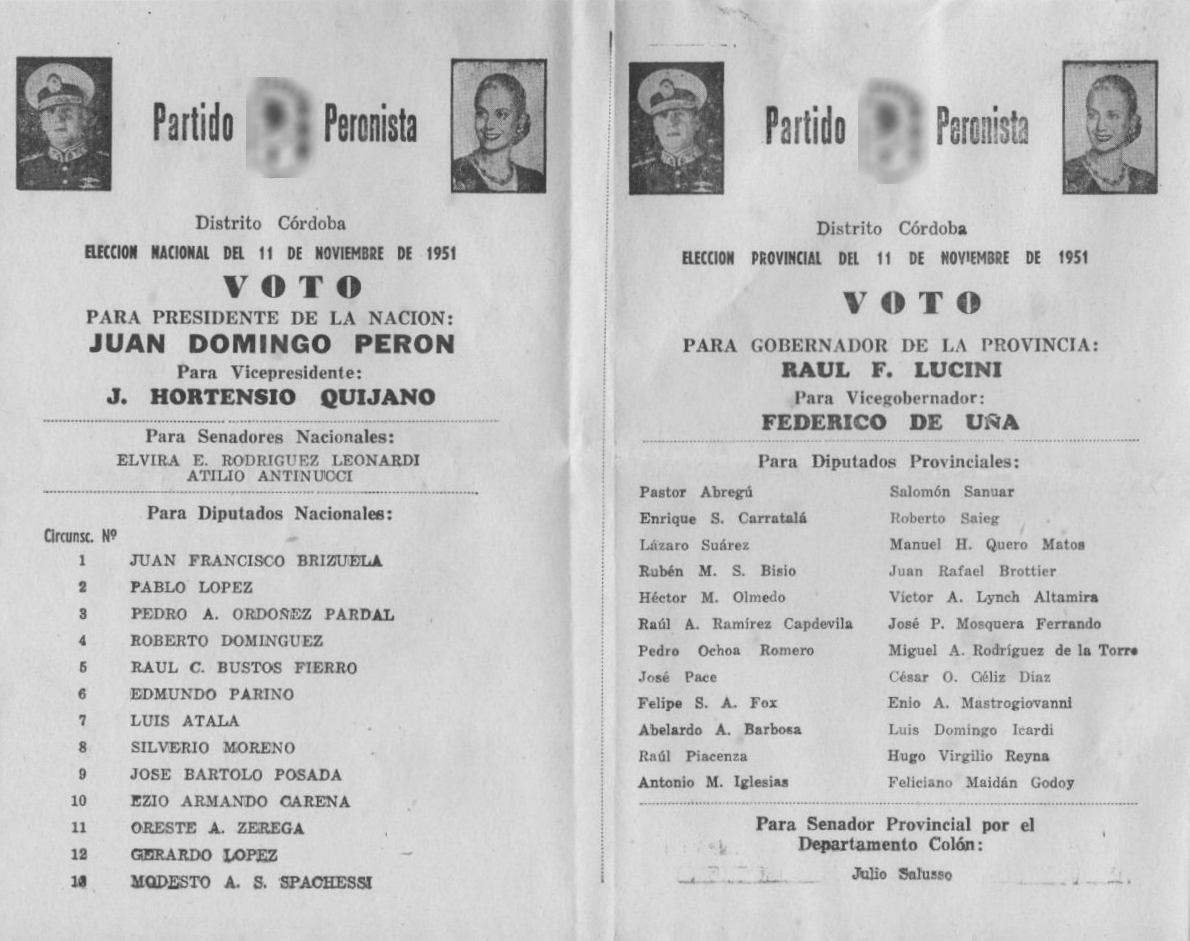
Buletin de vot pentru Perón - Quijano.

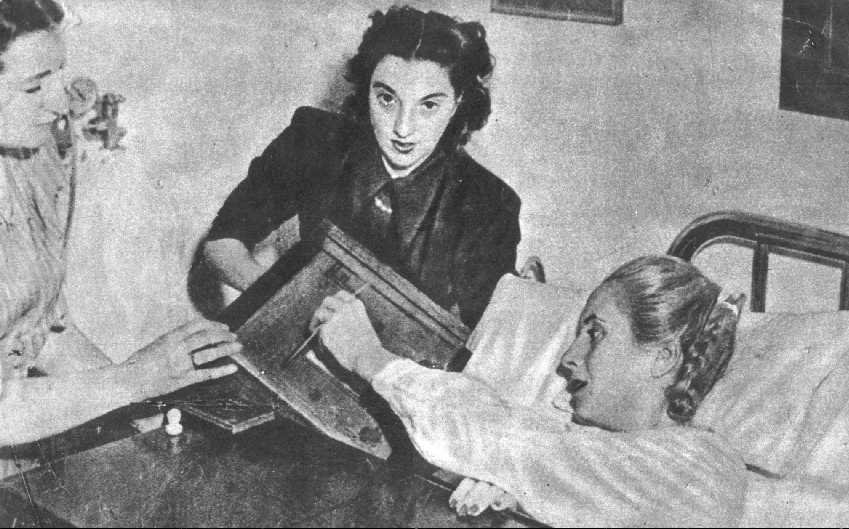
Eva Perón (dreapta), bolnavă, votează pentru „motivul vieții ei”, președintele Juan Perón.

Partidul UCR și alte partide de opoziție, care au fost limitate în accesul lor la mass-media și au fost supuse hărțuirilor, au boicotat anumite curse pentru Congres și toate alegerile pentru Senat. Vicepreședintele, Hortensio Quijano⁠(d), dorea să se retragă din campanie din cauza problemelor de sănătate. La 22 august, CGT a organizat un miting pe Avenida 9 de Julio⁠(d) din Buenos Aires, susținându-i pe influenta Primă Doamnă, Eva Perón, și pe Juan Perón ca parteneri de candidatură. Însă, fără a fi cunoscut publicului, Eva Perón, la fel ca și Quijano, era într-o fază terminală a bolii, motiv pentru care a refuzat să participe. Quijano a rămas în campanie, iar tentativele de lovitură de stat din partea unor elemente ultraconservatoare ale armatei, din 28 septembrie, nu au avut succes.
În final, atacurile opoziției, popularitatea cuplului Perón și controlul asupra canalelor media au contribuit la victoria zdrobitoare a Partidului Peronist în alegeri, primele la nivel național în care votul a fost extins și pentru femei.

## Candidați
- Partidul Peronist: președintele Juan Perón din provincia Buenos Aires
- Uniunea Civică Radicală: Congresmanul Ricardo Balbín⁠(d) din provincia Buenos Aires

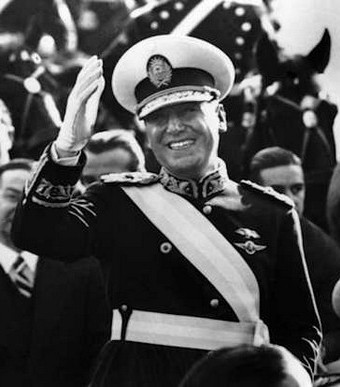
Președintele în exercițiu Juan Perón
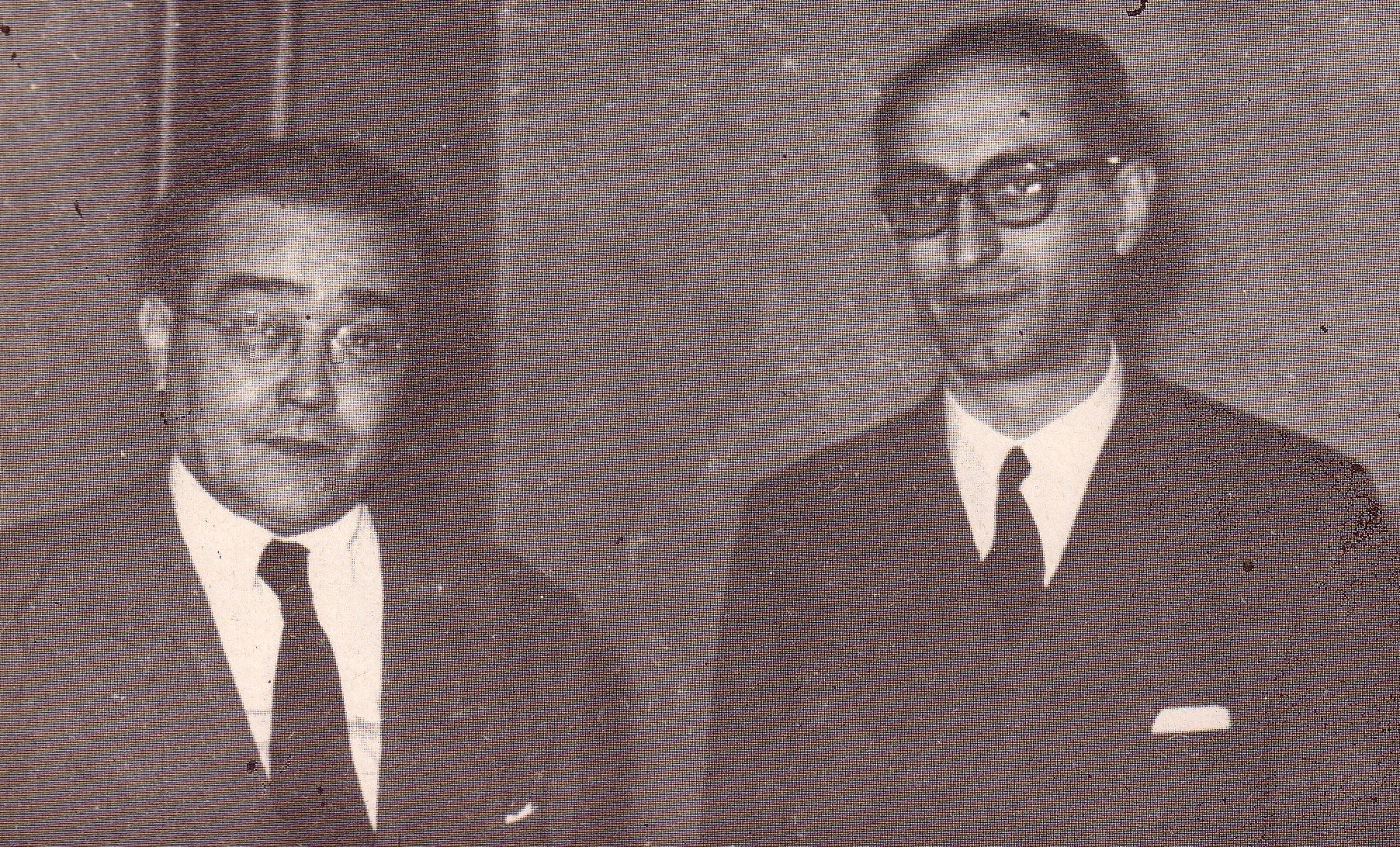
Balbín (stânga) și colegul Arturo Frondizi⁠(d)

## Rezultate

### Președinte
| Candidat prezidențial               | Candidat viceprezidențial          | Partidul                           | Partidul                           | Voturi    | %     |
| ----------------------------------- | ---------------------------------- | ---------------------------------- | ---------------------------------- | --------- | ----- |
| Juan Domingo Perón                  | Hortensio Quijano⁠(d)               |                                    | Partidul Peronist (PP)             | 4,745,168 | 63.51 |
| Ricardo Balb                        | Arturo Frondizi⁠(d)                 |                                    | Uniunea Civică Radicală (UCR)      | 2,415,750 | 32.33 |
| Reynaldo Pastor                     | Vicente Solano Lima⁠(d)             |                                    | Partidul Național Democrat (PDN)   | 174,399   | 2.33  |
| Rodolfo Ghioldi                     | Alcira de la Peña                  |                                    | Partidul Comunist (PC)             | 71,318    | 0.95  |
| Alfredo Palacios⁠(d)                 | Am Eurocrico Ghioldi⁠(d)            |                                    | Partidul Socialist (PS)            | 54,920    | 0.74  |
| Genaro Giacobini                    | Jorge Francisco Rivero             |                                    | Partidul Sănătății Publice         | 5,512     | 0.07  |
| Luciano Molinas                     | Juan A. D. Arana                   |                                    | Partidul Progresist Democrat (PDP) | 2,634     | 0.04  |
| Joscomandor Fernando Penelcomandorn | Beniamino A. Semiza                |                                    | Partidul De Adunare A Muncii (CO)  | 1,233     | 0.02  |
| Fără candidați                      | Fără candidați                     |                                    | Uniunea Civică Naționalistă        | 163       | 0.00  |
| Total                               | Total                              | Total                              | Total                              | 7,471,097 | 100   |
|                                     |                                    |                                    |                                    |           |       |
| Voturi pozitive                     | Voturi pozitive                    | Voturi pozitive                    | Voturi pozitive                    | 7,471,097 | 98.38 |
| Voturi nevalide/goale               | Voturi nevalide/goale              | Voturi nevalide/goale              | Voturi nevalide/goale              | 110,123   | 1.45  |
| Diferențe în fișa de calcul         | Diferențe în fișa de calcul        | Diferențe în fișa de calcul        | Diferențe în fișa de calcul        | 12,928    | 0.17  |
| Voturi totale                       | Voturi totale                      | Voturi totale                      | Voturi totale                      | 7,594,148 | 100   |
| Votanți înregistrați / participare  | Votanți înregistrați / participare | Votanți înregistrați / participare | Votanți înregistrați / participare | 8,613,998 | 88.16 |
| Surse:                              |                                    |                                    |                                    |           |       |

### Camera Deputaților
|                                  |                                    |           |       |           |           |          |                            |                            |                            |
| Partidul                         | Partidul                           | Voturi    | %     | Deputați  | Deputați  | Deputați | Delegați fără drept de vot | Delegați fără drept de vot | Delegați fără drept de vot |
| Partidul                         | Partidul                           | Voturi    | %     | 1952-1955 | 1952-1958 | Total    | 1952-1955                  | 1952-1958                  | Total                      |
|                                  | Partidul Peronist (PP)             | 4,330,886 | 62.21 | 67        | 68        | 135      | 6                          | 5                          | 11                         |
|                                  | Uniunea Civică Radicală (UCR)      | 2,397,262 | 33.27 | 7         | 7         | 14       | —                          | —                          | —                          |
|                                  | Partidul Național Democrat (PDN)   | 175,991   | 2.45  | —         | —         | —        | —                          | —                          | —                          |
|                                  | Partidul Socialist (PS)            | 74,126    | 1.03  | —         | —         | —        | —                          | —                          | —                          |
|                                  | Partidul Comunist (APC)            | 70,877    | 0.98  | —         | —         | —        | —                          | —                          | —                          |
|                                  | Partidul Progresist Democrat (PDP) | 2,717     | 0.04  | —         | —         | —        | —                          | —                          | —                          |
|                                  | Partidul De Adunare A Muncii (CO)  | 1,276     | 0.02  | —         | —         | —        | —                          | —                          | —                          |
|                                  | Uniunea Civică Naționalistă        | 90        | 0.01  | —         | —         | —        | —                          | —                          | —                          |
| Total                            | Total                              | 7,205,312 | 100   | 74        | 75        | 149      | 6                          | 5                          | 11                         |
|                                  |                                    |           |       |           |           |          |                            |                            |                            |
| Voturi pozitive                  | Voturi pozitive                    | 7,205,312 | 97.63 |           |           |          |                            |                            |                            |
| Voturi nevalide/goale            | Voturi nevalide/goale              | 175,120   | 2.37  |           |           |          |                            |                            |                            |
| Voturi totale                    | Voturi totale                      | 7,377,322 | 100   |           |           |          |                            |                            |                            |
| Votanți înregistrați/participare | Votanți înregistrați/participare   | 8,360,993 | 88.23 |           |           |          |                            |                            |                            |
| Sursa:                           |                                    |           |       |           |           |          |                            |                            |                            |

### Senat
|                                  | Partidul Peronist (PP)             |  |     | 15 | 15 | 30 |  |  |  |
|                                  | Uniunea Civică Radicală (UCR)      |  |     | —  | —  | —  |  |  |  |
|                                  | Partidul Național Democrat (PDN)   |  |     | —  | —  | —  |  |  |  |
|                                  | Partidul Socialist (PS)            |  |     | —  | —  | —  |  |  |  |
|                                  | Partidul Comunist (APC)            |  |     | —  | —  | —  |  |  |  |
|                                  | Partidul Progresist Democrat (PDP) |  |     | —  | —  | —  |  |  |  |
| Total                            | Total                              |  |     | 15 | 15 | 30 |  |  |  |
|                                  |                                    |  |     |    |    |    |  |  |  |
| Voturi pozitive                  |                                    |  |     |    |    |    |  |  |  |
| Voturi nevalide/goale            |                                    |  |     |    |    |    |  |  |  |
| Voturi totale                    | Voturi totale                      |  | 100 |    |    |    |  |  |  |
| Votanți înregistrați/participare |                                    |  |     |    |    |    |  |  |  |

### Guvernatorii provinciali
| Alegerile pentru guvernatorii provinciali                                                                                             | Alegerile pentru guvernatorii provinciali | Alegerile pentru guvernatorii provinciali           | Alegerile pentru guvernatorii provinciali            | Alegerile pentru guvernatorii provinciali                 |
| --- | ----------------------------------------- | --------------------------------------------------- | ---------------------------------------------------- | --------------------------------------------------------- |
| Poziții alese: 14 governors, 14 organele legislative Numire prezidențială: 9 guvernatori teritoriali, primar al orașului Buenos Aires |                                           |                                                     |                                                      |                                                           |
| Date | Province                                  | Elected                                             | Winner                                               | Runner-up                                                 |
| 11 November | Buenos Aires                              | Guvernator Viceguvernator Legislaturile provinciale | Carlos Aloé (Partido Peronista) (62,99 %)            | Crisólogo Larralde (Unión Cívica Radical) (33,30 %)       |
| 11 November | Catamarca                                 | Guvernator Viceguvernator Legislaturile provinciale | Armando Casas Nóblega (Partido Peronista) (76,66 %)  | Ramón Edgardo Acuña (Unión Cívica Radical) (21,58 %)      |
| 11 November | Córdoba                                   | Guvernator Viceguvernator Legislaturile provinciale | Raúl Lucini (Partido Peronista) (51,98 %)            | Arturo Umberto Illia (Unión Cívica Radical) (43,08 %)     |
| 11 November | Corrientes                                | Guvernator Viceguvernator Legislaturile provinciale | Raúl Benito Castillo (Partido Peronista) (64,36 %)   | Héctor Lomónaco (Unión Cívica Radical) (26,70 %)          |
| 11 November | Entre Ríos                                | Guvernator Viceguvernator Legislaturile provinciale | Felipe Texier (Partido Peronista) (63,07 %)          | Fermín J. Garay (Unión Cívica Radical) (32,68 %)          |
| 11 November | Jujuy                                     | Guvernator Viceguvernator Legislaturile provinciale | Jorge Villafañe (Partido Peronista) (79,29 %)        | Horacio Guzmán (Unión Cívica Radical) (15,01 %)           |
| 11 November | La Rioja                                  | Guvernator Viceguvernator Legislaturile provinciale | Juan Melis (Partido Peronista) (73,97 %)             | Herminio Torres Brizuela (Unión Cívica Radical) (26,03 %) |
| 11 November | Mendoza                                   | Guvernator Viceguvernator Legislaturile provinciale | Carlos Horacio Evans (Partido Peronista) (66,89 %)   | Leopoldo Suárez (Unión Cívica Radical) (21,22 %)          |
| 11 November | Salta                                     | Guvernator Viceguvernator Legislaturile provinciale | Ricardo Joaquín Durand (Partido Peronista) (76,37 %) | Ricardo E. Aráoz (Unión Cívica Radical) (23,34 %)         |
| 11 November | San Juan                                  | Guvernator Viceguvernator Legislaturile provinciale | Rinaldo Viviani (Partido Peronista) (78,67 %)        | Juan Pascual Pringles (Unión Cívica Radical) (16,57 %)    |
| 11 November | San Luis                                  | Guvernator Legislaturile provinciale                | Víctor Endeiza (Partido Peronista) (71,16 %)         | Julio Domeniconi (Unión Cívica Radical) (15,83 %)         |
| 11 November | Santa Fe                                  | Guvernator Viceguvernator Legislaturile provinciale | Luis Cárcamo (Partido Peronista) (64,92 %)           | Alfredo Julio Grassi (Unión Cívica Radical) (33,08 %)     |
| 11 November | Santiago del Estero                       | Guvernator Legislaturile provinciale                | Francisco González (Partido Peronista) (78,72 %)     | Hugo Catella (Unión Cívica Radical) (14,06 %)             |
| 11 November | Tucumán                                   | Guvernator Viceguvernator Legislaturile provinciale | Luis Cruz (Partido Peronista) (70,70 %)              | Celestino Gelsi (Unión Cívica Radical) (27,40 %)          |